# Age of Wonders II: The Wizard's Throne
Age of Wonders II: The Wizard's Throne est un jeu vidéo de stratégie au tour par tour développé par Triumph Studios et publié par Gathering of Developers en juin 2002 sur PC. Il s’agit du deuxième volet de la série de jeu de stratégie au tour par tour Age of Wonders après Age of Wonders publié en 1999. Le jeu se déroule dans un monde médiéval-fantastique peuplé par douze races.
Le jeu a bénéficié de deux suites, Age of Wonders: Shadow Magic en 2003 et Age of Wonders III en 2014.

## Trame
Le jeu se déroule dans le même monde médiéval-fantastique que le premier volet de la série, Age of Wonders. Dans celui-ci, douze races s’affrontent pour le contrôle du royaume : les Archontes, les Elfes, les Nains, les Hobbits, les Humains, les Tigrains, les Draconiens, les Korgelés, les Gobelins, les Orcs, les Ombres et les Revenants.

## Système de jeu
Comme son prédécesseur, le jeu combine des éléments de gestion, de jeu de rôle et de combats tactiques. Le joueur y incarne un roi magicien devant développer sa cité, créer une armée et conquérir de nouveaux territoires pour mener son peuple a la victoire. Le jeu est constitué de deux phases principales : une phase stratégique durant laquelle le joueur gère ses villes, ses armées et ses héros, et une phase tactique qui se déclenche lorsqu'une de ses armées rencontre une armée adverse, et durant laquelle il contrôle chaque unité constituant son armée individuellement.

## Accueil
| Age of Wonders II: The Wizard's Throne |      |        |
| Média                                  | Nat. | Notes  |
| AllGame                                | US   | 3,5/5  |
| Computer Gaming World                  | US   | 4.5/5  |
| Gamekult                               | FR   | 7/10   |
| GameSpot                               | US   | 88%    |
| IGN                                    | US   | 85%    |
| Jeux vidéo Magazine                    | FR   | 14/20  |
| Jeuxvideo.com                          | FR   | 16/20  |
| Joystick                               | FR   | 69 %   |
| PC Gamer UK                            | GB   | 84 %   |
| Compilations de notes                  |      |        |
| GameRankings                           | US   | 83,46% |